# Oryctoderus albertisi
Oryctoderus albertisi är en skalbaggsart som beskrevs av Raffaello Gestro 1876. Oryctoderus albertisi ingår i släktet Oryctoderus och familjen Dynastidae. Inga underarter finns listade i Catalogue of Life.